# Luchthaven Vardø Svartnes
Luchthaven Vardø Svartnes (IATA: VAW, ICAO: ENSS) is een vliegveld bij Vardø in Finnmark in het noorden van Noorwegen. 
Vardø was oorspronkelijk een militair vliegveld. Het werd in 1943 uitgebouwd door de Duitsers. Na de oorlog werd het in gebruik genomen door de luchtmacht. 
In 1970 werd begonnen met civiele vluchten. Sinds 1991 worden die uitgevoerd door Widerøe die dagelijkse vluchten verzorgt naar Båtsfjord, Kirkenes en Vadsø.